# Râul Zăganu, Slănic
Râul Zăganu este un curs de apă, afluent al râului Slănic. 

## Hărți
- Harta Județului Buzău